# K-Y Jelly

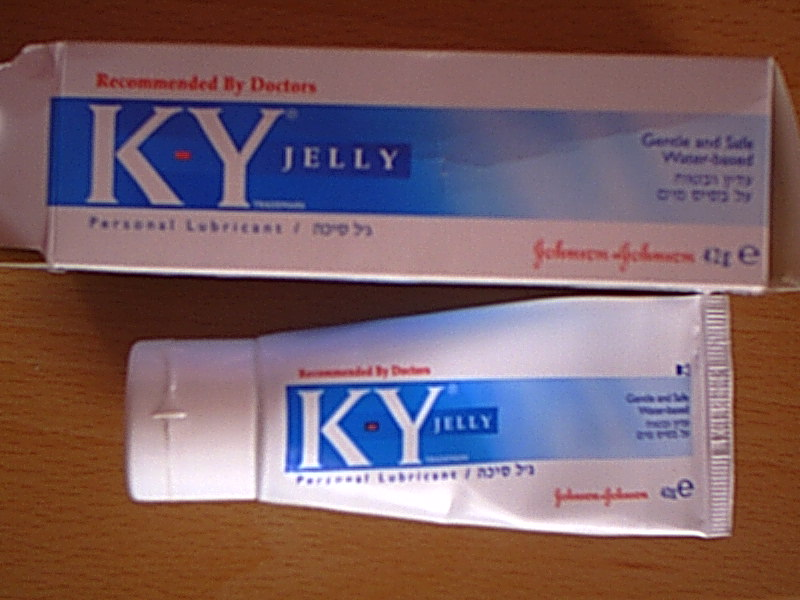
Một tuýp K-Y Jelly

K-Y Jelly hay K-Y Gel là một loại dầu bôi trơn dạng lỏng, tan trong nước, thường dùng trong quan hệ tình dục hay thủ dâm.
K-Y lần đầu được một xưởng sản xuất thuốc tên Van Horn and Sawtell giới thiệu vào tháng 1 năm 1904 ở New York, Mỹ. Thương hiệu sau đó đã được Johnson & Johnson mua lại.